# Neonerita conifera
Neonerita conifera là một loài bướm đêm thuộc phân họ Arctiinae, họ Erebidae.